# Институт исследования метаболизма Общества Макса Планка
Институт исследования метаболизма Общества Макса Планка (нем. Max-Planck-Institut für Stoffwechselforschung, ранее «Институт неврологических исследований Общества Макса Планка», нем. Max-Planck-Institut für neurologische Forschung) — это научно-исследовательское учреждение в Европейском Союзе.
Институт работает под эгидой Общества Макса Планка и занимается исследованием регулирования веса и метаболизма сахара в организме. 
С 2011 года Йенс Клаус Брюнинг является директором института.

## Концепция
Основное внимание в исследованиях института уделяется выяснению нейронных цепей управления в мозге, которые обеспечивают сбалансированный энергетический баланс в организме. Исследователи используют мультимодальную и молекулярную визуализацию, чтобы описать не только нормальную работу, но и нарушение регуляции. Институт ставит своей задачей — разработать новые молекулярные терапевтические подходы для лечения диабета и ожирения.
Институт расположен в центре кампуса Кёльнского университета и университетской больницы Кёльна. Непосредственными соседями и научными партнёрами являются факультет естественных наук и медицины Кёльнского университета, Кёльнский кластер передового опыта по клеточным реакциям на стресс при заболеваниях, связанных со старением (англ. Cologne Excellence Cluster on Cellular Stress Responses in Aging-Associated Diseases, CECAD), Институт биологии старения Общества Макса Планка и исследовательский центр Цезаря в Бонне.

## Структура
В состав института входят следующие отделы и исследовательские группы:

### Отделы
- Нейронный контроль метаболизма — Йенс Брюнинг[5][6]
- Ожирение и рак — Томас Вундерлих (Thomas Wunderlich)[7]

### Исследовательские группы
- Схема подключения и функции нейросхем — Софи Стекулорум (Sophie Steculorum)[8]
- Трансляционная нейросхема — Марк Титгемейер (Marc Tittgemeyer)[9]
- Синаптическая передача в энергетическом гомеостазе — Хеннинг Фензелау (Henning Fenselau)[10]

## История
Институт исследования метаболизма Общества Макса Планка был основан в июне 2014 года на базе Института неврологических исследований Общества Макса Планка. Корни этого института уходят в 1951 год, когда Клаус Иоахим Цюльх (Klaus Joachim Zülch) был назначен научным членом Общества Макса Планка и возглавил недавно основанное отделение общей неврологии в Кёльне в качестве отделения Института исследований мозга Общества Макса Планка (нем. Max-Planck-Institut für Hirnforschung) во Франкфурте. В 1982 году за Цюльхом последовали Вольф-Дитер Хайсс (Wolf-Dieter Heiss) на посту директора отделения общей неврологии и Константин-Александр Хоссманн (Konstantin-Alexander Hossmann) на посту директора Института неврологических исследований Общества Макса Планка в Кёльне, основанного в том же году. В 1990 году институт переехал в нынешнее здание университетской больницы Кёльна. С назначением Ива фон Крамона (Yves von Cramon) директором в 2005 году и созданием четырёх исследовательских групп институт был усовершенствован, расширен и получил новое название «Институт неврологических исследований Общества Макса Планка».
Учитывая динамичное развитие исследовательского кампуса в Кёльне благодаря финансированию Кёльнского кластера передового опыта (CECAD) в 2007 году, а также благодаря основанию близко расположенного «Института по биологии старения Общества Макса Планка» в 2009 году, Общество Макса Планка решило переориентировать институт на исследования обмена веществ и метаболических нарушений. В 2011 году профессор Йенс Клаус Брюнинг был принят на работу в качестве научного члена Общества Макса Планка и нового директора института. В июне 2015 года институт получил своё нынешнее название.